# Eremostachys czuiliensis
Eremostachys czuiliensis là một loài thực vật có hoa trong họ Hoa môi. Loài này được Golosk. mô tả khoa học đầu tiên năm 1953.